# 普雷斯科特 (密歇根州)
普雷斯科特（英語：Prescott）是位於美國密歇根州奧格莫縣里奇蘭鎮區的一個村。

## 人口
根據2020年美國人口普查的數據，普雷斯科特的面積為2.87平方千米，當中陸地面積為2.87平方千米，而水域面積為0.00平方千米。當地共有人口217人，而人口密度為每平方千米75人。